# Myriam Soumaré
Myriam Soumaré, francoska atletinja, * 29. oktober 1986, Pariz, Francija.
Nastopila je na poletnih olimpijskih igrah v letih 2008 in 2012, najboljšo uvrstitev je dosegla leta 2012 s sedmim mestom v teku na 200 m. Na  evropskih prvenstvih je osvojila zlato in dve bronasti medalji v teku na 200 m, srebrni medalji v štafeti 4x100 m ter srebrno in bronasto medalja v teku na 100 m, na evropskih dvoranskih prvenstvih pa srebrno medaljo v teku na 60 m leta 2013.